# Epania gemellata
Epania gemellata är en skalbaggsart som beskrevs av Holzschuh 1991. Epania gemellata ingår i släktet Epania och familjen långhorningar. Inga underarter finns listade i Catalogue of Life.